# آلکوو (نیویورک)
آلکوو (به انگلیسی: Alcove) یک منطقهٔ مسکونی در ایالات متحده آمریکا است که در نیویورک واقع شده است. آلکوو ۱۶۶٫۱۲ متر بالاتر از سطح دریا قرار دارد.

## جستارهای وابسته

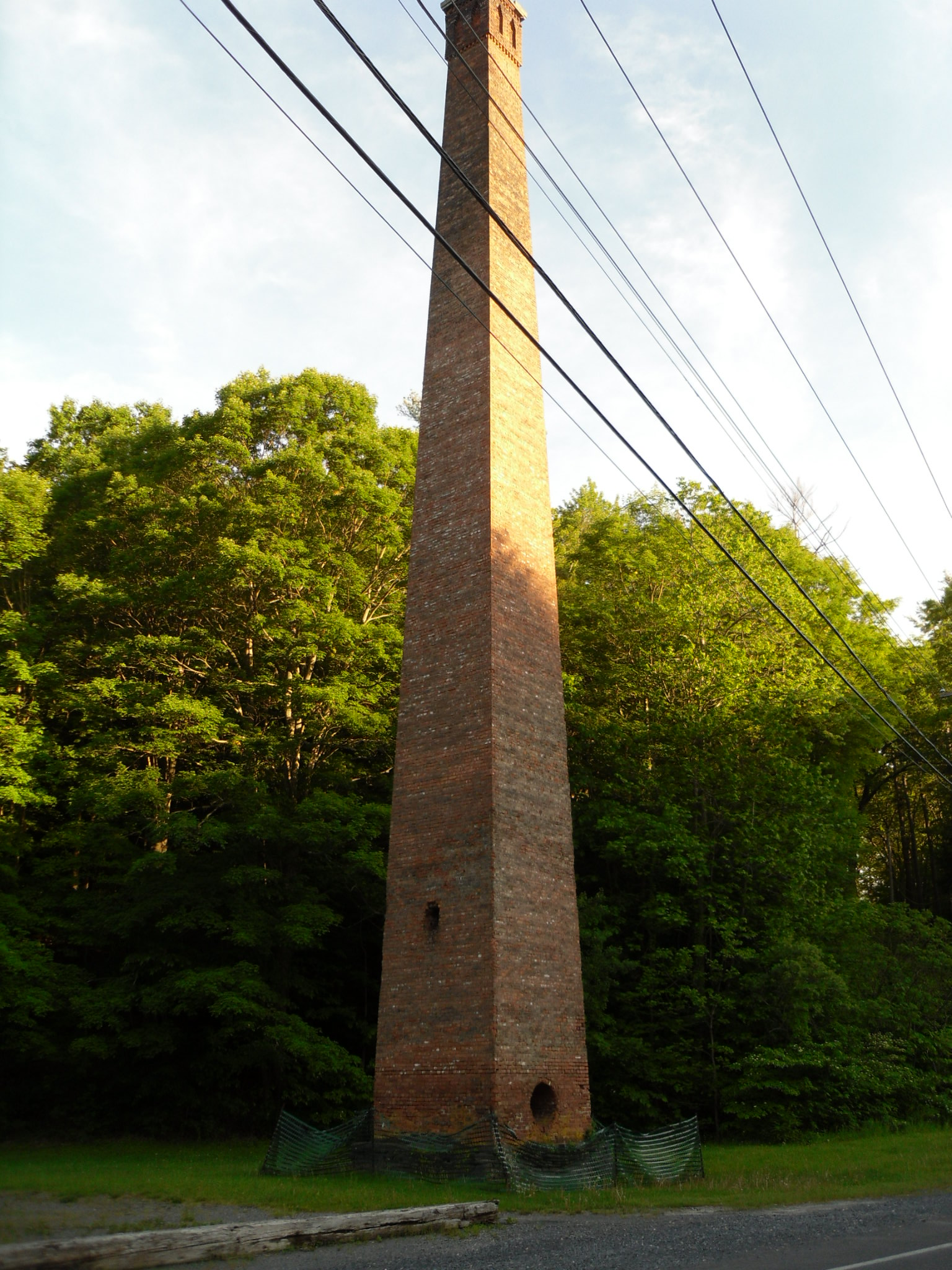
دودکش دره میل، ثبت ملی اماکن تاریخی